# Fachschule für angewandte Kunst
Fachschulen für angewandte Kunst waren Fachschulen in der DDR zur Ausbildung auf dem Gebiet der künstlerischen Formgestaltung.
Die Ausbildungszeit betrug jeweils drei Jahre. Für die Zulassung zum Studium war neben den allgemeinen Fachschulvoraussetzungen eine spezielle künstlerische Eignung erforderlich. Geprüft wurde diese durch einzureichende künstlerische Arbeiten und eine mehrtägige Eignungsprüfung. Der Abschluss berechtigte auch zur Aufnahme eines Hochschul- oder Universitätsstudiums. In der Regel fanden die Absolventen in der Industrie und im Kunstgewerbe ihren Platz als Industrieform-, Spielzeug-, Keramik- und Schmuckgestalter oder auch als Bildhauer, Innenarchitekt oder Grafiker. Wenige wurden freischaffende Künstler. Sie wurden nicht direkt in den Künstlerverband der DDR aufgenommen, wie es bei den Absolventen der Kunsthochschulen die Regel war. Die Mitgliedschaft in diesem Verband war (bis auf Ausnahmen) die Grundvoraussetzung für eine freiberufliche Tätigkeit als bildender oder angewandter Künstler in der DDR. Im Zeitraum von 1951 bis 1990 gab es „Fachschulen für angewandte Kunst“ in Erfurt, Heiligendamm, Leipzig, Magdeburg, Potsdam, Schneeberg und Sonneberg. Fachschulstudiengänge zur künstlerischen Formgestaltung gab es auch an verschiedenen Hochschulen. Im vereinigten Deutschland wurde der Abschluss der Fachschulen für angewandte Kunst nach mindestens dreijährigen Praxisnachweis mit dem Diplom FH einer Fachhochschule gleichgesetzt.

## Fachschulen
- Fachschule für angewandte Kunst Erfurt, Fachrichtungen: Gebrauchsgrafik, Keramik, Kunsthandwerk[1]
- Fachschule für angewandte Kunst Wismar-Heiligendamm, Fachrichtungen: Innenarchitektur, Grafikdesign, Möbeldesign, Produktdesign, Schmuckgestaltung[2]
- Fachschule für angewandte Kunst Leipzig, Fachrichtung Kunstgewerbe und bildende Kunst[3]; bis ca. 1950 Kunstgewerbeschule der Stadt Leipzig
- Fachschule für angewandte Kunst Magdeburg, Fachrichtungen: Fotografie und Reprografie, Gerätegestaltung, Glasveredlung, Möbel-, Metall- und Textilgestaltung[4]
- Fachschule für angewandte Kunst Potsdam, Fachrichtungen: Farb- und Oberflächengestaltung für das Bauwesen, künstlerische Gebäuderestaurierung[5]
- Fachschule für angewandte Kunst Schneeberg, Fachrichtung Kunsthandwerk[6]
- Fachschule für angewandte Kunst Sonneberg, Fachrichtungen: Spielzeuggestaltung, Keramik- und Glasgestaltung, Dekorgestaltung[7][8]